# Garudinodes bicolorana
Garudinodes bicolorana là một loài bướm đêm thuộc phân họ Arctiinae, họ Erebidae.